# Hyalea
Hyalea là một chi bướm đêm thuộc họ Crambidae.

## Các loài
- Hyalea africalis Hampson, 1912
- Hyalea boliviensis Dognin, 1905
- Hyalea dividalis Geyer in Hübner, 1832 (Brazil)
- Hyalea glaucopidalis Guenée, 1854
- Hyalea pallidalis Hampson, 1898 (Brazil/Peru)
- Hyalea succinalis Guenée, 1854 (Brazil)